# (27906) 1996 TZ7
1996 تي زد 7 (ويعرف أيضًا باسم (27906) 1996 تي زد 7 وفق تسمية الكوكب الصغير) (بالإنجليزية: 1996 TZ7)‏ هو كويكب ضمن حزام الكويكبات؛ وترتيبه 27906 من حيث الاكتشاف.
اكتُشف هذا الجُرم الفلكي بواسطة Dennis di Cicco ‏ في 12 أكتوبر 1996.

## وصلات خارجية
- (27906) 1996 TZ7 في قاعدة بيانات مختبر الدفع النفاث لأجرام النظام الشمسي الصغيرة

- الاكتشاف · مخطط المدار ·  العناصر المدارية · المعلمات المادية

- (27906) 1996 TZ7 على موقع ويكي سكاي: DSS2, SDSS, GALEX, IRAS, Hydrogen α, X-Ray, Astrophoto, Sky Map, Articles and images